# Pajęcza Głowa
Pajęcza Głowa (ang. Spiderhead) – amerykański film science fiction z 2022 roku w reżyserii Josepha Kosinski'ego, zrealizowany na podstawie opowiadania „Escape from Spiderhead” George’a Saundersa z 2010 roku. Scenariusz napisali Rhett Reese i Paul Wernick.
Film miał swoją premierę 11 czerwca 2022 roku w Sydney, a 17 czerwca 2022 roku został udostępniony na platformie Netflix.

### Fabuła
Akcja rozgrywa się w futurystycznym zakładzie penitencjarnym o nazwie Spiderhead, w którym więźniowie mogą skrócić wyrok w zamian za udział w eksperymentalnym programie testującym środki farmakologiczne wpływające na emocje i zachowanie. Głównym bohaterem jest Jeff (Miles Teller), który poddawany jest serii testów prowadzonych przez charyzmatycznego naukowca Steve’a Abnistiego (Chris Hemsworth).

### Obsada
- Chris Hemsworth – Steve Abnesti
- Miles Teller – Jeff
- Jurnee Smollett – Lizzy
- Mark Paguio – Verlaine
- Tess Haubrich – Heather

### Produkcja
Zdjęcia do filmu realizowano głównie w Australii w 2020 roku. Reżyser Joseph Kosinski pracował wcześniej m.in. nad „Top Gun: Maverick”, co sprawiło, że „Pajęcza Głowa” była jednym z dwóch dużych projektów filmowych Kosinskiego wydanych w 2022 roku.

### Odbiór
Film spotkał się z mieszanymi recenzjami krytyków. Doceniano koncepcję oraz kreację Chrisa Hemswortha, natomiast krytykowano spłycenie opowiadania Saundersa oraz przewidywalność scenariusza.
1. ↑  Piotrek Kamiński, Pajęcza głowa (2022) - recenzja, opinia o filmie [Netflix]. Nowy wymiar odbywania kary [online], www.ppe.pl, 19 czerwca 2022 [dostęp 2025-08-17].